# Kazuhiro Mori
Kazuhiro Mori –en japonés, 盛一大, Mori Kazuhiro– (Chiba, 17 de septiembre de 1982) es un deportista japonés que compitió en ciclismo en las modalidades de pista y ruta.
Ganó una medalla de bronce en el Campeonato Mundial de Ciclismo en Pista de 2010, en la carrera de scratch.

## Medallero internacional
| Campeonato Mundial | Campeonato Mundial   | Campeonato Mundial | Campeonato Mundial |
| Año                | Lugar                | Medalla            | Competición        |
| ------------------ | -------------------- | ------------------ | ------------------ |
| 2010               | Ballerup (Dinamarca) | Medalla de bronce  | Scratch            |

## Palmarés
2005
- 1 etapa del Tour de Hokkaido
- 2.º en el Campeonato de Japón Contrarreloj

2006
- 1 etapa del Tour de Hokkaido

2008
- 2 etapas del Tour de Hokkaido

2009
- Campeonato de Japón Contrarreloj

2010
- Tour del Mar de la China Meridional

2011
- Tour de Okinawa